# Френк Робінсон (бейсбольний гравець)
Френк Робінсон (англ. Frank Robinson; 31 серпня 1935, Бомонт — 7 лютого 2019, Лос-Анджелес) — американський бейсбольний гравець і менеджер, народився в місті Бомонт, штат Техас.

## Біографія
У біографії Френка Робінсона участь у вищій лізі почалася з ігор за команду «Цинциннаті Редс». У 1956 році Робінсон був названий новачком року Національної ліги. У 1961 році спортсмена назвали найціннішим гравцем (MVP). Ставши грати за «Балтімор Оріолз» Американської ліги, він здобув потрійну перемогу і чергове звання MVP в 1966 році. Френк Робінсон став першим гравцем, названим найціннішим в обох лігах.
Після ігор з «Лос-Анджелес Доджерс» (1972), «Каліфорнія Енджелс» (1973—74), він грав за «Клівленд Індіенз» (1974—76). Там він став першим афроамериканским менеджером в історії головної ліги. Пізніше Робінсон керував «Сан-Франциско Джайнтс» (1981—84), «Оріолс» (1988—91). А в 1982, 1989 роках він був названий менеджером року. Починаючи з 1991 до 1994 року Френк був помічником головного керівника «Оріолс». Він став директором по бейсбольною роботі в Лізі Аризони. Після консультанта Робінсон працював комісіонером за спеціальними проєктами центрального офісу в головній лізі в 1997 році. Потім віце-президентом по операціях, що відбувається на полі в 2000 році. Френк Робінсон був менеджером «Монреаль Експос» з 2002 по 2006 рік.